# Jens Wilken Hornemann
Jens Wilken Hornemann (1770, Marstal - 1841) fue un médico y un botánico danés.
Estudia medicina en Copenhague. Asiste a las conferencias del naturalista Martin Hendriksen Vahl (1749-1805) que lo hará ingresar a la "Sociedad de Historia natural Naturhistorieselskabet. Hornemann viaja colectando flora, por Alemania, Francia y Gran Bretaña.
Desde 1801, dicta conferencias botánicas en el seno del Jardín Botánico de Copenhague. Dirige la publicación de Flora Danica de 1805 à 1841. Su hijo fue Emil Hornemann (1810-1890).
Hornemann fue profesor de botánica de la Universidad de Copenhague desde 1808; y director del Jardín Botánico de Copenhague, desde 1817.

## Algunas publicaciones
- Forsøg til en dansk oekonomisk Plantelaere. S. Popp, Copenhague, 1796, reeditado en 1806 y en 1821
- Publica el segundo volumen de Enumeratio plantarum... 1805, de M. H. Vahl
- Icones plantarum sponte nascentium in regnis Daniae et Norvegiae et in ducatibus Slesvici et Holsatiae, ad illustrandum opus... (seis vols., E. A. H. Mölleri, 1810-1840
- Hortus regius botanicus hafniensis... Tres vols., E. A. H. Mölleri, 1813-1819

## Honores
Género
- (Scrophulariaceae) Hornemannia Willd. [1]

Especies
- (Asteraceae) Silphium hornemannii Schrad. ex DC.[2]

- (Caryophyllaceae) Dianthus hornemannii Salzm. ex Boiss.[3]

- (Fabaceae) Medicago hornemanniana Ser. ex DC.[4]

- (Fabaceae) Trachylobium hornemannianum Hayne[5]

- (Ranunculaceae) Thalictrum hornemannii Schrad. ex Lecoy.[6]

- (Scrophulariaceae) Verbascum hornemannii Besser ex Steud.[7]

- (Violaceae) Viola hornemanniana Roem. & Schult.[8]

- La abreviatura «Hornem.» se emplea para indicar a Jens Wilken Hornemann como autoridad en la descripción y clasificación científica de los vegetales.[9]